# Tret suprasegmental
Un tret suprasegmental és aquella característica fonètica que afecta a més d'un fonema, com ara l'accent o l'entonació. Així, l'accent fa que la vocal sigui tònica però els sons propers es veuen afectats en durada i intensitat, fins i tot arribant a perdre part de la seva pròpia tonicitat. L'entonació, per la seva banda, modula tota la frase i, per tant, influeix en els paràmetres de tots els sons implicats en aquella oració.
Els trets suprasegmentals no van intrínsecament units a sons particulars independents, com per exemple l'entonació i la gradació accentual.